# Amatørporno
Amatørporno betegner pornografi, der er lavet uden indtjening for øje. Jf. den normale definition af ordet amatør.
En afart af amatørporno er Pro-Am, hvor professionelle porno-producenter fremstiller porno med medvirken af debutanter eller professionelle pornoskuespillere, men hvor optagelserne eller klipningen bærer et vist "amatør-præg".
Et eksempel herpå er Ed Powers og hans "Dirty Debutantes"-serie.